# 사울크라스티시

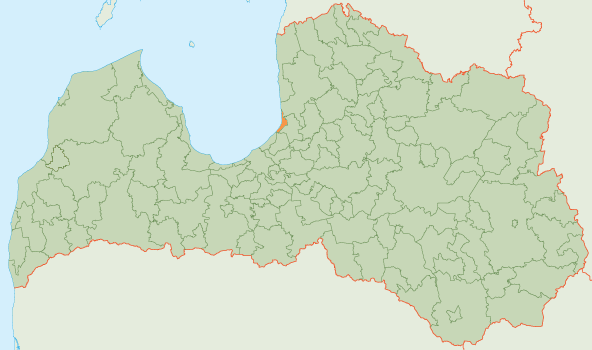
사울크라스티 시의 위치

사울크라스티시(라트비아어: Saulkrastu novads)는 라트비아의 지방 자치체로 행정 중심지는 사울크라스티이며 면적은 47.7km2, 인구는 6,082명(2009년 기준), 인구 밀도는 130명/km2이다. 1개 도시, 1개 교구를 관할한다.

## 같이 보기
- 라트비아의 행정 구역